# Mestawet Tufa
Mestawet Tufa (ur. 14 września 1983) – etiopska lekkoatletka, specjalistka od długich dystansów.

## Osiągnięcia
- brązowy medal na mistrzostwach świata juniorów młodszych (bieg na 3000 m Debreczyn 2001)
- 5 medali mistrzostw świata w biegach przełajowych
  - Ostenda 2001 złoty medal drużynowo w kategorii juniorek
  - Dublin 2002 w kategorii juniorek srebro w drużynie
  - Fukuoka 2006 złoto w drużynie w kategorii seniorek (długi dystans)
  - Edynburg 2008 złoto drużynowo oraz srebro indywidualnie
- złoto igrzysk afrykańskich (bieg na 10 000 m Algier 2007)

W 2008 w reprezentowała swój kraj na igrzyskach olimpijskich w Pekinie, gdzie nie ukończyła biegu na 10 000 metrów.

## Rekordy życiowe
- bieg na 5000 m – 14:51.72 (2007)
- bieg na 10 000 m – 30:38.33 (2008), w 2007 rezultat Tufy (31:00.27) otwierał listy światowe
- bieg na 15 km – 46:57 (2008) drugi rezultat w historii światowej lekkoatletyki